# Chambre de combustion
Pour les articles homonymes, voir Chambre.
Une chambre de combustion est une enceinte capable de résister à de brusques changements de pression et de température, dans laquelle on déclenche volontairement une combustion entre des substances chimiques déterminées. Cette enceinte est conçue pour obtenir, à partir des gaz issus de la combustion, un travail ou une force, avant qu'ils ne soient évacués.

## Moteur-fusée

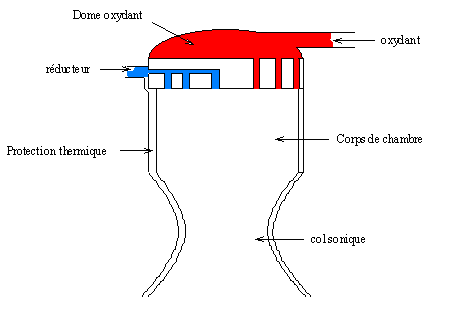
Schéma d'une chambre de combustion de moteur-fusée.

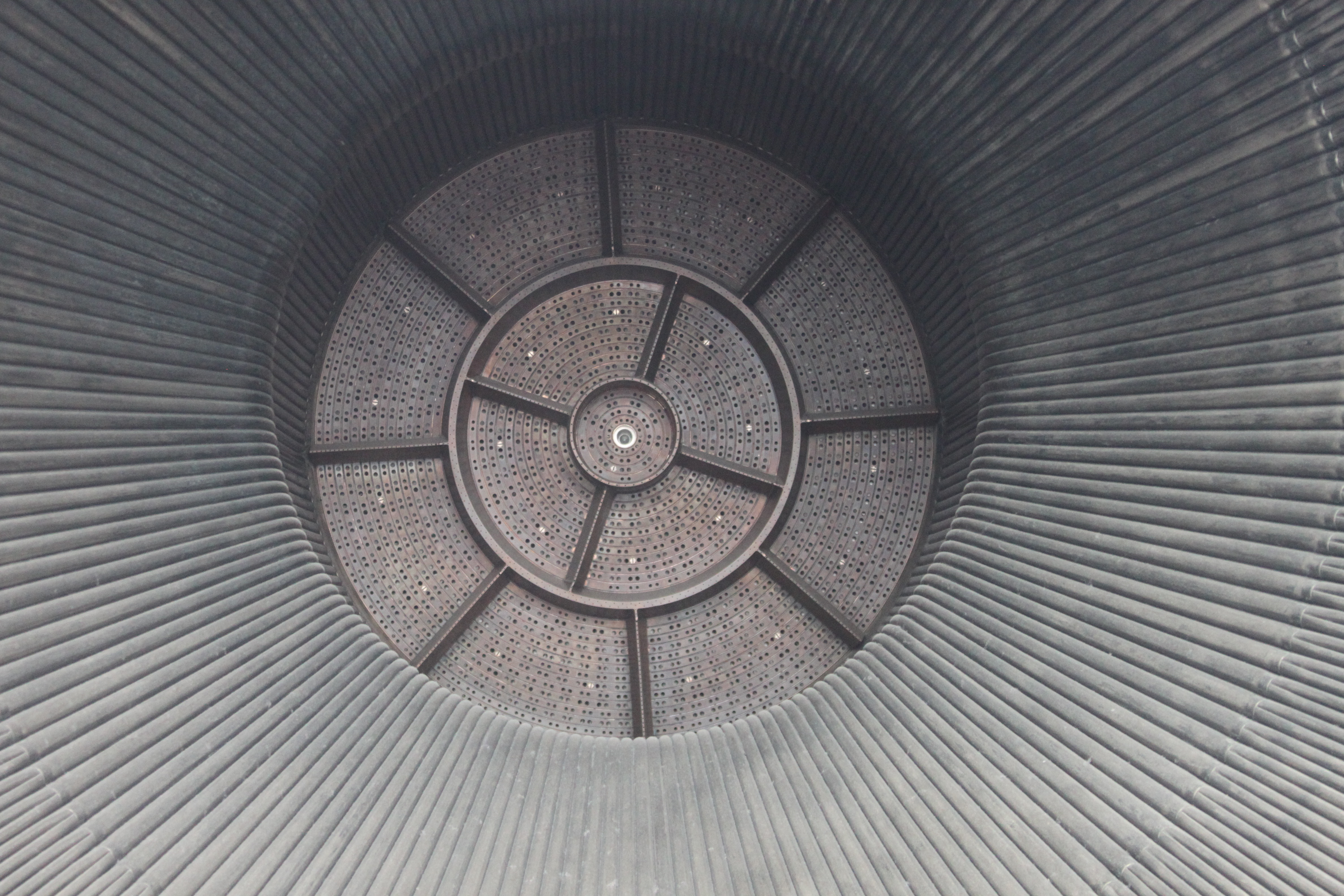
La platine d'injection et les tubes formant la paroi de la chambre de combustion du moteur-fusée F-1 de 700 tonnes de poussée. La photo montre également le col de la tuyère et la partie supérieure de celle-ci. Les baffles visibles sur la platine d'injection permettent de limiter les instabilités de combustion.

Une chambre de combustion, dans le domaine de l'astronautique, est l'enceinte d'un moteur-fusée dans laquelle se produit une combustion entre ergols. Dans un moteur à propergol solide, la chambre est constituée par le propulseur lui-même. Le terme correspondant en anglais est combustion chamber.

### Fonctions
La chambre de combustion doit assurer les fonctions suivantes :
- mélanger les ergols venant du système d'alimentation ;
- permettre la réaction chimique entre ces ergols ;
- accélérer les gaz de combustion vers la tuyère.

### Composition
Elle est constituée du système d'injection et du corps de chambre.

### Système d'injection

#### Platine d'injection
La platine d'injection contient les trous avec chaque injecteur. Le motif de ces trous est très important pour assurer l'efficacité de la combustion dans le corps de chambre. En effet, cette efficacité est très liée à la distribution du spray de propergol (masse, rapport de mélange, taille des gouttes) ; il faut donc assurer l'uniformité de l'injection, la vaporisation la plus complète des ergols dans la chambre et éviter les impacts de gouttes d'ergols sur les parois de la chambre (ce qui peut conduire à une érosion de ces parois ou à des réactions chimiques très rapides et incontrôlées).

#### Injecteurs

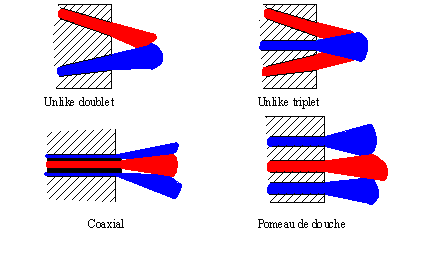
Schéma des différents types d'injecteurs.

Il existe trois principaux types d'injecteurs. Le plus connu d'entre eux est l'injection séquentielle dont nous avons quelques images sur les sortes d'injections. Les injecteurs assurent la vaporisation de chaque ergol dans la chambre et permettent leur mélange. Il en existe différents types dont chacun a ses avantages et ses inconvénients :
unlike doubletil assure un bon mélange et il est simple de fabrication ; néanmoins, il est très sensible aux défauts de conception et engendre des gradients de mélange susceptibles d'endommager les parois. De plus, avec les ergols hypergoliques, la structure du jet est difficile à maintenir. C'est le type d'injecteur le plus souvent utilisé pour les ergols stockables (par exemple sur le moteur d'ascension du LEM). L'angle typique des injecteurs est de 60° ;
unlike tripletpar rapport au précédent, on obtient un mélange axial ;
coaxialon obtient un très bon mélange avec une faible chute de pression. Lorsque le tube intérieur est en hélice, l'efficacité est encore améliorée. Néanmoins, ces injecteurs sont difficiles à usiner ;
pommeau de douchetrès facile à réaliser, il ne permet cependant pas un bon mélange.
Il existe aussi d'autres variantes d'injecteurs. Certains sont plus capables que d'autres d'utiliser l'énergie disponible dans l'écoulement pour assurer le mélange et la vaporisation des ergols. En revanche, cela se fait au détriment de la stabilité de la combustion et de la compatibilité avec les parois. C'est donc un compromis à trouver entre l'efficacité de l'injecteur et le choix de motif de la platine d'injection. Finalement, on peut les classer en quatre catégories :
injecteurs par impact dissemblable (unlike impinging)l'atomisation et le mélange se font par impact direct des jets d'oxydants et de réducteurs. Le mélange est mécanique par un échange dissipatif de quantité de mouvement. Tout se fait donc au voisinage proche du point d'impact. Par conséquent, la combustion a lieu très proche des injecteurs et produit des flux thermiques importants sur ces éléments et sur les écoulements qui en sortent, provoquant (notamment pour les ergols hypergoliques) la destruction de l'écoulement ;
injecteurs par impact semblable (like impinging)l'atomisation des jets se fait de la même manière que précédemment, c'est-à-dire par impact direct mais cette fois entre deux jets de même nature (deux jets de réducteurs s'impactent entre eux et deux jets d'oxydants entre eux). Le mélange des deux sprays ainsi obtenus se fait alors en aval. Cette méthode est utilisée particulièrement pour les gros injecteurs LOX/RP-1 (notamment le F-1 de Saturn V) ;
injecteurs sans impact (non-impinging)le coaxial et le pommeau de douche font partie de cette catégorie. Il est utilisé pour mélanger un ergol gazeux avec un ergol liquide, le mélange se faisant par friction des deux jets. Le pommeau de douche a été utilisé dès le début sur les V2 puis sur un des moteurs du North American X-15. Actuellement[Quand ?], il est encore utilisé sur la périphérie des platines d'injection afin d'assurer le refroidissement par film (film cooling) des parois de la chambre ;
injecteurs hybridesfont partie de cette catégorie l'injecteur par pointeau et le splash-plate.

#### Stabilité de combustion
Les instabilités de combustion résultent d'un couplage entre le processus de combustion et la dynamique des différents fluides. Ce couplage est essentiellement déterminé par les injecteurs. Ces instabilités ont le plus souvent un effet néfaste sur le comportement du propulseur et doivent donc être éliminées.

Différents types d'instabilités existent :
chuggingil intervient dans une gamme de 50 Hz à 250 Hz. C'est le couplage entre le système d'alimentation en ergols et la chambre de combustion ;
buzzil intervient dans une gamme de 100 Hz à 900 Hz. C'est là aussi un couplage entre le système d'alimentation et la chambre de combustion. Il se manifeste néanmoins sous forme d'ondes :
instabilités acoustiqueselles sont dans la gamme >500 Hz et n'interviennent que dans la chambre de combustion sous forme d'ondes ;
instabilités hybrideslà aussi dans la gamme >500 Hz ; elles interviennent à la fois dans la chambre de combustion et le système d'alimentation avec propagation sous forme d'ondes.
Les instabilités par chugging, buzz et hybrides sont supprimées en procédant à des ajustements sur le système d'alimentation et d'injection. Les instabilités acoustiques sont supprimées en ajoutant des éléments dans la chambre de combustion.

### Corps de la chambre de combustion

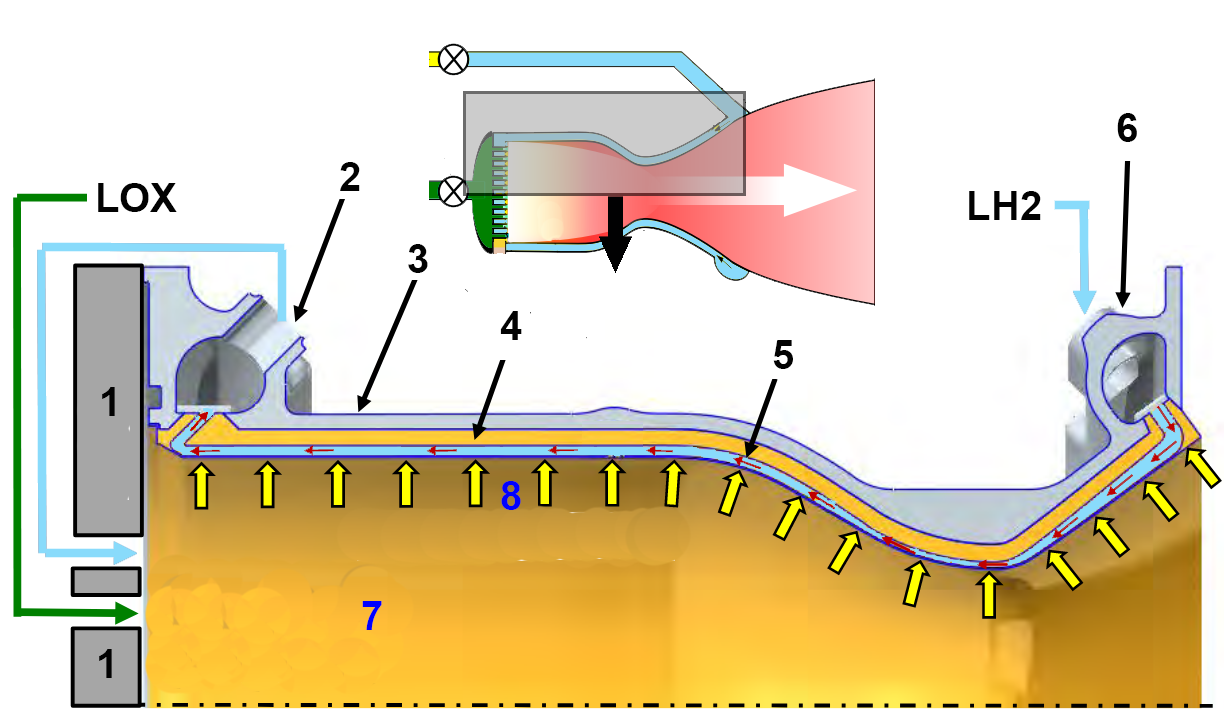
Schéma d'un système de refroidissement convectif dit régénératif de la chambre de combustion d'un moteur-fusée à ergols liquides. L'hydrogène liquide en bleu (LH2) est injecté sous le col de la tuyère dans des canalisations à paroi mince en alliage de cuivre qui tapissent l'intérieur. de celle-ci. L'hydrogène refroidit la paroi en circulant puis est réinjecté dans la chambre de combustion : 1 Injecteurs - 2 Collecteur de sortie de l'hydrogène gazeux (93 °C, 1101 bars) - 3 Chemise structurelle en Inconel 625 - 4 Chemise interne en alliage de cuivre - 5 Conduction et convection - 6 Collecteur d'arrivée de l'hydrogène liquide (-240 °C, 138 bars) - 7 Combustion (2200-3300 °C, 96 bars) - 8 Rayonnement et convection.

Le corps de la chambre de combustion doit résister à des températures extrêmement élevées (plusieurs milliers degrés Celsius) et à des pressions qui selon les moteurs vont de plusieurs dizaines à plusieurs centaines de bars. Pour les moteurs de grande taille aucun alliage ne peut résister  à ces températures sur la durée de fonctionnement. La solution généralement mise en œuvre consiste à faire circuler dans la paroi un des ergols (généralement le carburant (hydrogène liquide, RP-1/kérosène, etc.)) qui absorbe la chaleur en la transformant en énergie mécanique avant d'être injecté dans la chambre de combustion. Ce système de refroidissement convectif est dit régénératif. Les motoristes américains imités par ceux des autres nations (hors Union Soviétique/Russie), fabriquent les parois de la chambre de combustion en juxtaposant des centaines de tubes verticaux (les canaux de refroidissement), soudés entre eux, qui épousent les contours de la chambre puis du col de la tuyère et constituent tout ou partie de la tuyère. Les motoristes soviétiques/russes préfèrent un système de double paroi avec un cloisonnement intérieur plus simple à fabriquer. Lorsque le système d'alimentation du moteur-fusée est de type cycle à expandeur, l'énergie mécanique obtenue par le réchauffement de l'ergol est exploitée pour faire tourner la turbine de la turbopompe mettant en pression les ergols avant de les injecter dans la chambre de combustion.

## Moteurs à combustion et explosion

### Système d'injection
Le système d'injection assure l'introduction de l'oxydant et du réducteur dans la chambre. Les deux types d'injections sont les injections monopoint ou multipoint tandis que les trois sous-groupes sont les injections simultanée, groupée ou séquentielle.

#### Injection séquentielle
Dans le système multipoint à injection séquentielle, l'ordre de l'injection est déterminé par l'ordre d'allumage. L'injection s'effectue habituellement durant ou peu avant l'ouverture de la soupape d'admission. Cette façon de procéder assure une distribution égale de l'essence à chacun des cylindres.

#### Injection simultanée
Dans les systèmes multipoints à injection simultanée, le micro-ordinateur ouvre tous les injecteurs simultanément sans égard à la position de la soupape d'admission ou à la phase du cycle de fonctionnement du moteur. Le carburant pulvérisé demeure « en attente » jusqu'à son aspiration dans la chambre de combustion lors de l'ouverture de la soupape d'admission. La commande de l'ouverture des injecteurs peut s'effectuer une fois par deux tours du moteur ou à chaque tour lorsque les conditions commandent l'enrichissement du mélange.
Les stratégies adoptées par les fabricants peuvent varier et à titre d'exemple, l'injection peut s'effectuer simultanément si la tension de la batterie est trop basse ou si le micro-ordinateur perçoit une anomalie. Dans d'autres cas, l'injection s'effectue simultanément lorsque le besoin en essence est plus important.

## Turbines à gaz

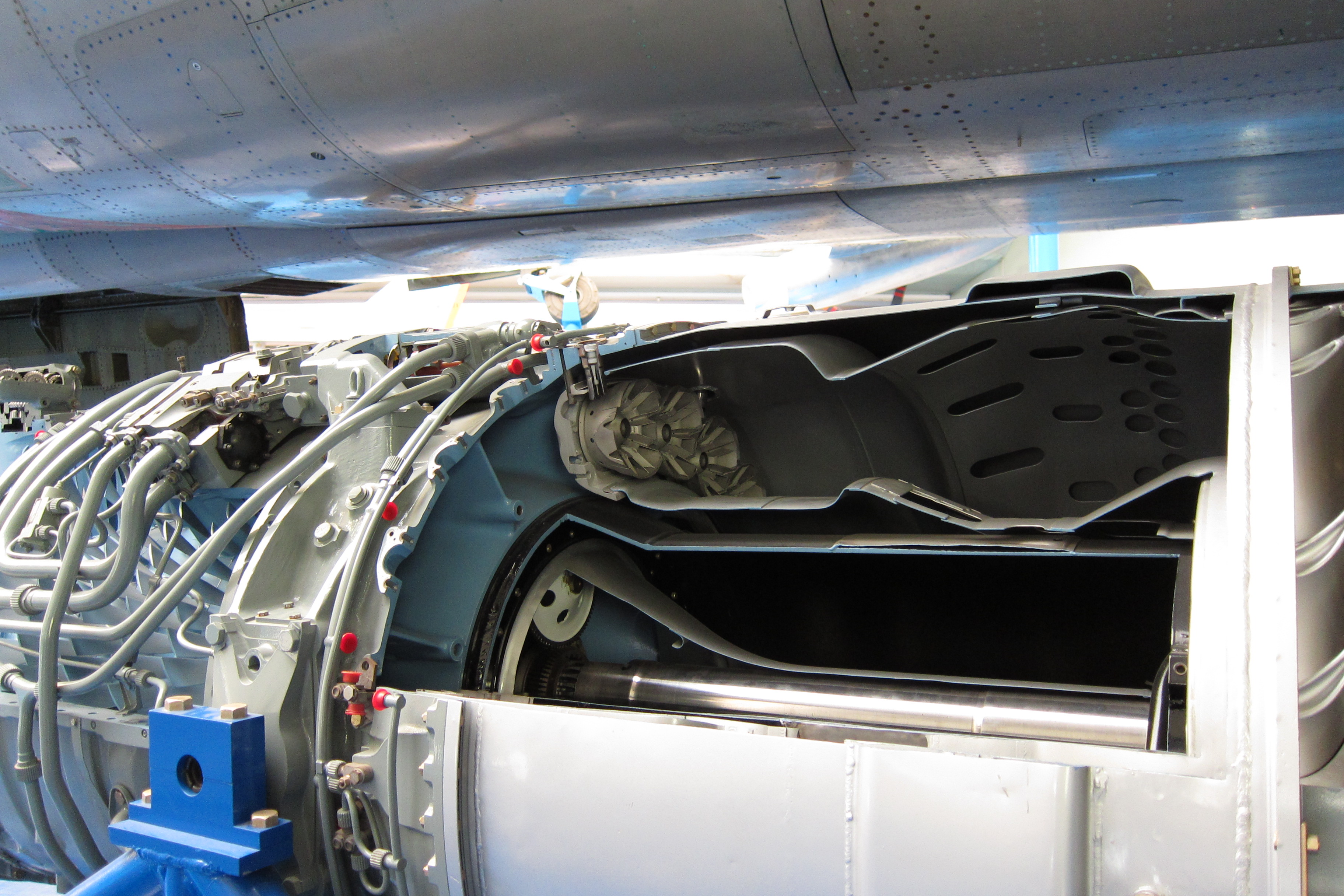
Chambre de combustion annulaire sur un turboréacteur Snecma Atar.

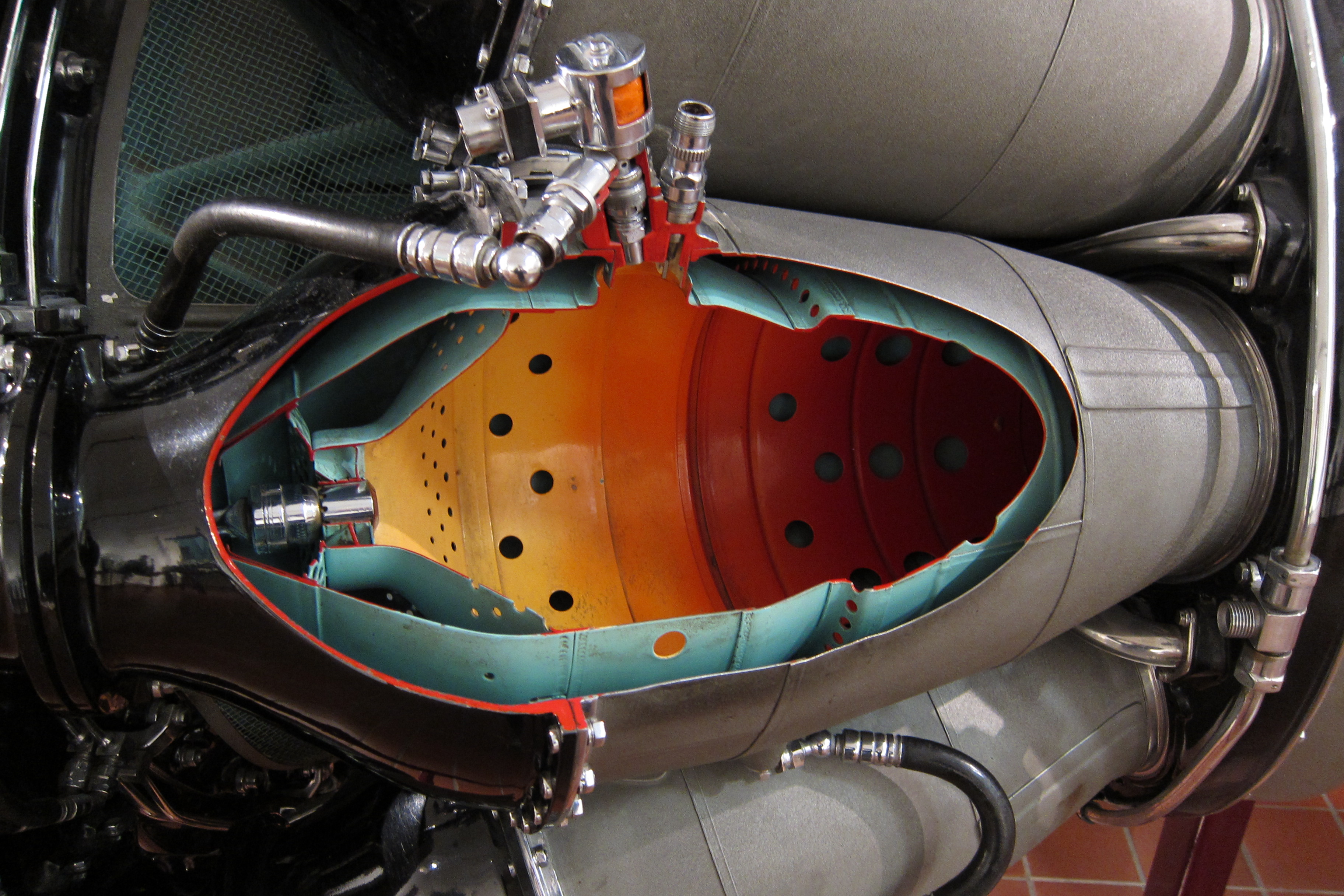
Barillet de tubes à flamme sur un turboréacteur Rolls-Royce Nene.

Dans les turbomachines, le flux d'air est continu. L'air est compressé par le compresseur axial ou centrifuge, puis chauffé, à pression constante, dans la chambre de combustion ; la détente des gaz a lieu à travers la turbine, axiale ou centripète, dont l'arbre permet de récupérer de la puissance mécanique. S'il s'agit d'un turboréacteur, une tuyère fournit de la poussée.

### Chambre de combustion
La chambre de combustion reproupe des barillets de tubes à flammes, ou des silos de chambres de combustion séparées. La chambre de combustion peut aussi prendre la forme d'un seul grand anneau équipé de plusieurs injecteurs-pulvérisateurs. De l'air du compresseur est utilisé pour refroidir les parois. La traversée de la chambre de combustion s'accompagne d'une légère perte de charge (diminution de pression),,. 

### Système d'injection
L'injection est assurée par des injecteurs qui pulvérisent le kérosène vers les éclateurs. Ceux-ci sont utilisés au démarrage, et pendant les phases transitoires.